# چئوندئونگسان (گیونگ‌سانگ شمالی)
چئوندئونگسان (به لاتین: Cheondeungsan) یک کوه در کره جنوبی است که در استان گیونگ‌سانگ شمالی واقع شده‌است. چئوندئونگسان ۵۷۴ متر بالاتر از سطح دریا واقع شده‌است.